# Styrbjörn Starke

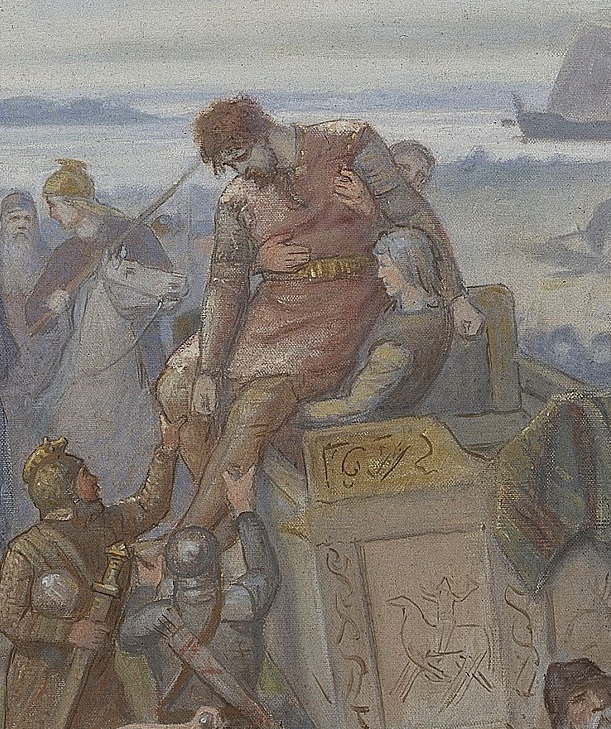
Styrbjörn lyfts på en vagn efter slaget vid Fyrisvallarna, detalj ur målning av Mårten Eskil Winge (fantasibild).

Styrbjörn Starke, död cirka 985, var enligt fornnordisk tradition och sagalitteratur son till Erik Segersälls bror Olof Björnsson och gift med en dotter till danske kungen Harald Blåtand. Styrbjörn nämns i samtida isländsk skaldediktning (se Þórvaldr Hjaltason).

## Biografi
Enligt traditionen skulle Styrbjörn varit hövding över Jomsvikingarna, och blev sedermera besegrad av Erik Segersäll vid slaget vid Fyrisvallarna efter att han angripit dennes kungasäte i Uppsala.
Enligt Styrbjarnar þáttr Svíakappa ("Tåten om Styrbjörn Sveakämpe") i Flatöboken skall hans egentliga namn varit "Björn", och han krävde sin rätt till halva riket när fadern, som samregerat med Erik, plötsligt dog då han var tolv år gammal, ett krav som han enligt tidens sedvänjor uttryckte genom att sätta sig på sin fars gravhög. Erik ansåg dock honom alltför ung och erbjöd honom att bli medregent om han väntade tills han fyllt sexton, och en annan medregent utsågs under tiden. Han fann sig dock inte i detta och ställde till med bråk, och för att bli av med bråkmakaren gav Erik sin brorson, som han kallade "Styrr-Björn" på grund av hans vildsinthet och stridslystnad, en flotta med 60 skepp och skickade iväg honom på vikingatåg. På sin färd, som han inledde med att bekämpa och besegra den nyvalde medregenten, kom Styrbjörn att inta borgen Jomsborg på ön Wollin där Jomsvikingarna höll till.
Han besegrade sedan danske kungen Harald Blåtand och äktade dennes dotter Tyra Haraldsdotter. Efter detta utrustade han, med stöd av Harald, ett härtåg mot Sverige. De begav sig sjövägen mot Uppland, men när Styrbjörn landstigit och började tåga mot Uppsala, vände Harald och seglade hem igen. Vid ett slag som varade i tre dagar vid Fyrisvall utanför Gamla Uppsala besegrades Styrbjörns här fullständigt av Erik och den mobiliserade sveahären, och Styrbjörn själv stupade.
Styrbjörn Starke kan mycket väl vara historisk, men dokumentationen avseende historiska källor måste uppfattas som ytterst svag.